# Kunyang Chhish
Khunyang Chhish, Kunyang Chhish, Khiangyang Kish of Kunyang Kish is een 7852 meter hoge berg in de Pakistaanse Karakoram. De berg is onderdeel van de bergketen Hispar Muztagh en ligt ten noorden van de Hispargletsjer in de voormalige vorstenstaat Hunza. Khunyang Chhish is qua hoogte de 21e berg ter wereld en de 8e in Pakistan.
De eerste Westerse reizigers in het gebied waren de Nederlandse alpinisten Philips Visser en zijn vrouw Jenny Visser-Hooft in 1924. Zij gaven, na het raadplegen van de lokale bevolking, de gletsjer ten westen van de berg de naam Khunyanggletsjer. De Britse alpinist Michael Vivyan gaf de erboven liggende berg in 1938 de naam Kunyang Chhish.
Khunyang Chhish is een steile, scherpe hoorn, die ongeveer 4000 m boven de Hispargletsjer torent. De berg heeft drie toppen, die met de achtervoegsels oost, west en zuid aangeduid worden. De zuidelijke top is met 7620 m de hoogste zijtop. De westelijke top is lager (7350 m) en wordt ook Pyramid Peak genoemd. De prominentie van deze top is 170 m. Er is ook een 7108 m hoge Kunyang Chhish-noord, die vanwege zijn prominentie van 517 als zelfstandige berg gerekend wordt.
Hoewel de iets verder naar het noordwesten gelegen Distaghil Sar (7885 m) iets hoger is, is de Khunyang Chhish moeilijker te beklimmen. De eerste poging de berg te beklimmen was in 1962, maar deze expeditie kwam ten einde nadat twee klimmers omkwamen in een sneeuwlawine. In 1965 een klimmer om op ongeveer 7200 m hoogte.
De eerste succesvolle beklimming was op 26 augustus 1971, toen een Pools team onder leiding van Andrzej Zawada de top vanuit het zuiden bereikte. Tijdens de beklimming kwam een klimmer om in een gletsjerspleet. Sindsdien is de berg slechts een keer beklommen door twee Britse klimmers in 1988.